# Pilar Ruiz-Lapuente

Pilar María Ruiz-Lapuente (Barcelona, 18 de mayo de 1964) es una astrofísica española, que desarrolla actividades académicas como profesora en la Universidad de Barcelona.

## Trayectoria
En 1998, fue una de los miembros del Supernova Cosmology Project, que determinó el descubrimiento de que continúa la aceleración de la expansión del Universo. En 2004, lideró el grupo de trabajo que buscó la estrella acompañante de una enana blanca, y que resultó en la famosa supernova SN 1572, observada, entre otros, por el famoso astrónomo Tycho Brahe en 1572. En 2012 estudió junto con Jonay González Hernández y otros colaboradores el campo de la supernova histórica SN 1006. Su trabajo sugiere que esta supernova viene de la fusión de dos enanas blancas.
En general, el método sugerido por Ruiz-Lapuente ha tenido gran repercusión y se ha aplicado también a remanentes de supernovas en la Gran Nube de Magallanes como en el caso de Schaefer y Pagnotta, donde también se han podido descartar progenitores evolucionados y en un caso se ha sugerido la fusión de enanas blancas como progenitor de la SNR 0509-67.5.

## Artículos y publicaciones destacados
- «The binary progenitor of Tycho Brahe's 1572 supernova».[3]

- «Tycho Brahe's supernova: light from centuries past».[4]

- «Dark energy, gravitation and supernovae».[5]

- «A possible low-mass type Ia supernova».[6]

- «Nebular spectra of type IA supernovae as probes for extragalactic distances, reddening, and nucleosynthesis».[7]

- Otros artículos destacados más recientes[8]

- Blog Cosmodiversarium[9]                                     +

### Libros
- «Dark energy: observational and theoretical approaches»[10]

- «Thermonuclear supernovae»[11]

- «El Enigma de la Realidad: las Entidades de la Física de Aristóteles a Einstein»[12]

- «La aceleración del Universo'»'[13]

## Premios y reconocimientos
- En 2002 recibió la Distinción de la Generalidad de Cataluña a la Investigación.
- En 2007 recibió el Premio Gruber de Cosmología, en conjunto con sus colegas del Proyecto Supernova Cosmology por su descubrimiento del año 1998.[14]
- En 2009 apareció en segundo lugar de la lista de científicos de Cataluña más citados en publicaciones científicas internacionales en el período 1996-2006, por su colaboración en un artículo de 1999 sobre las supernovas,[15] con 2.318 citaciones.[16][17]
- En 2013 ingresó en la Academia Europea de Ciencias, Humanidades y Letras.[18]

- En 2015 recibió el galardón, junto al resto de científicos que descubrieron la aceleración de la expansión del universo, del Premio Física Fundamental Breakthrough.[19][20]